# جریان تراکم ناپذیر

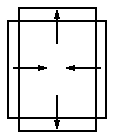
نمایی از ساختار تغییر شکل احتمالی عنصر حجمی سیال تراکم ناپذیر، در دو بُعد

جریان تراکم ناپذیر (به انگلیسی: incompressible flow) در دینامیک سیالات یا به صورت عمومی‌تر مکانیک محیط‌های پیوسته، به جریانی گفته می‌شود که تغییر حجم المان سیال نداشته باشد یعنی دیورژانس سرعت جریان صفر باشد. اگر چگالی ثابت باشد، جریان حتما تراکم ناپذیر است چون طبق معادله پیوستگی جرم، دیورژانس سرعت صفر خواهد بود اما اگر جریانی تراکم ناپذیر باشد لزوما چگالی ثابت نیست از نظر فیزیکی و تعبیر ساده، در جریان تراکم ناپذیر در اثر تغییرات فشار حین حرکت، تغییر چگالی رخ نمی دهد ولی ممکن است با تغییر دما، تغییر چگالی رخ بدهد.

## روش استنتاج
شرط لازم برای تراکم ناپذیری جریان این است که چگالی، {\displaystyle \rho }، در یک حجم بی‌نهایت کوچک، dV، که با سرعت جریان u حرکت می‌کند، ثابت باقی بماند. از نظر ریاضی، چنین قیدی به این معناست که مشتق مادی (که در زیر تعریف شده‌است) چگالی باید از صفر شود تا جریان تراکم ناپذیر باشد. قبل از معرفی چنین قیدی، باید قانون پایستگی جرم را اعمال نموده تا روابط مورد نیاز بدست آید. جرم با استفاده از انتگرال حجمی چگالی، {\displaystyle \rho } بدست می‌آید:
{\displaystyle {m}={\iiint \limits _{V}\!\rho \,\mathrm {d} V}.}
قانون پایستگی جرم ایجاب می‌کند که مشتق بر حسب زمان جرم، درون یک حجم کنترل با شار جرمی، J، در سراسر مرزهایش برابر باشد. از نظر ریاضی می‌توانیم این قید را به صورت ی انتگرال روی سطح نشان دهیم:
{\displaystyle {\partial m \over \partial t}={-\iint \limits _{S}\!\!\!\!\!\!\!\!\!\!\!\subset \!\supset (\mathbf {J} \cdot \mathrm {d} \mathbf {S} )}.}
علامت منفی در عبارت بالا اطمینان می‌دهد که جریان به سمت بیرون موجب کاهش جرم نسبت به زمان می‌شود، با این قرارداد که بردار مساحت سطح به سمت بیرون است. اکنون با استفاده از قضیه دیورژانس می‌توانیم رابطهٔ بین شار و مشتق جزئی چگالی نسبت به زمان را استخراج نماییم:
{\displaystyle {\iiint \limits _{V}{\partial \rho  \over \partial t}\,\mathrm {d} V}={-\iiint \limits _{V}\left(\nabla \cdot \mathbf {J} \right)\,\mathrm {d} V},}
بنابراین:
{\displaystyle {\partial \rho  \over \partial t}=-\nabla \cdot \mathbf {J} .}
برای فرض جریان تراکم ناپذیر نیازی نیست که مشتق جزئی چگالی با توجه به زمان صفر شود. وقتی در مورد مشتق جزئی چگالی نسبت به زمان صحبت می‌کنیم منظورمان نرخ این تغییر درون یک حجم کنترل با موقعیت ثابت است. وقتی مجبور نشویم که مشتق جزئی چگالی نسبت به زمان صفر نباشد، خودمان را به سیالات تراکم ناپذیر محدود نکرده‌ایم زیرا چگالی در حالی که جریان از یک موقعیت ثابت دیده می‌شود، می‌تواند تغییر کند و همچنین در زمانی که سیال در حجم کنترل جریان دارد می‌تواند تغییر کند. این مسئله عمومیت دارد و این موضوع که مشتق جزئی چگالی نسبت به زمان لازم نیست صفر شود، نشان می‌دهد که سیالات تراکم پذیر، می‌توانند جریان تراکم ناپذیر را در خود داشته باشند. چیزی که برای ما اهمیت دارد، تغییر در چگالی یک حجم کنترل است که در راستای جریان با سرعت u حرکت می‌کند. شار با توجه به رابطهٔ زیر به سرعت جریان وابسته می‌شود:
{\displaystyle {\mathbf {J} }={\rho \mathbf {u} }.}
پس قانون پایستگی جرم به صورت زیر خواهد شد:
{\displaystyle {\partial \rho  \over \partial t}+{\nabla \cdot \left(\rho \mathbf {u} \right)}={\partial \rho  \over \partial t}+{\nabla \rho \cdot \mathbf {u} }+{\rho \left(\nabla \cdot \mathbf {u} \right)}=0.}
رابطهٔ اخیر (که در آن قانون ضرب اعمال شده‌است) به معادلات ناویه-استوکس معروف است. اکنون به معادلهٔ زیر در مورد مشتق کل چگالی نیاز داریم (که در اینجا از قاعده زنجیری استفاده می‌کنیم):
{\displaystyle {\mathrm {d} \rho  \over \mathrm {d} t}={\partial \rho  \over \partial t}+{\partial \rho  \over \partial x}{\mathrm {d} x \over \mathrm {d} t}+{\partial \rho  \over \partial y}{\mathrm {d} y \over \mathrm {d} t}+{\partial \rho  \over \partial z}{\mathrm {d} z \over \mathrm {d} t}.}
بنابراین اگر حجم کنترلی اختیار کنیم که با سرعت سیال جابجا می‌شود (مثلاً، (dx/dt, dy/dt, dz/dt) = v)، این عبارت به مشتق مادی تبدیل می‌شود:
{\displaystyle {D\rho  \over Dt}={\partial \rho  \over \partial t}+{\nabla \rho \cdot \mathbf {u} }.}
و با استفاده از معادلهٔ پیوستگی که در بالا آمد خواهیم دید:
{\displaystyle {D\rho  \over Dt}={-\rho \left(\nabla \cdot \mathbf {u} \right)}.}
یک تغییر در چگالی در گذر زمان به این معنی است که سیال یا فشرده شده یا منبسط گشته است (یا جرم ی که در حجم ثابت ما، dV بوده‌است تغییر کرده) که این تغییرات از نظر ما قابل فرض نیست. پس باید مشتق مادی چگالی صفر شود و برای چگالی‌های غیر صفر دیورژانس سرعت سیال صفر خواهد بود:
{\displaystyle {\nabla \cdot \mathbf {u} }=0.}
پس همان‌طور که از قانون پایستگی جرم و قید ثابت ماندن چگالی در حجم مشخص برآمد، مشخص شد شرایط معادل اینکه جریان تراکم ناپذیر باشد، این است که دیورژانس سرعت سیال صفر شود.